# Курик
Кури́к (каз. Құрық) — село у складі Каракіянського району Мангистауської області Казахстану. Адміністративний центр та єдиний населений пункт Курицького сільського округу.
У радянські часи село називалось Єралієво або Єралієв і мало статус смт.
Населення — 11466 осіб (2021; 8118 у 2009, 6701 у 1999, 10629 у 1989).

## Клімат
Село знаходиться у зоні, котра характеризується кліматом тропічних степів. Найтепліший місяць — липень із середньою температурою 26.5 °C (79.7 °F). Найхолодніший місяць — січень, із середньою температурою -1 °С (30.2 °F).
| Клімат Курика           | Клімат Курика | Клімат Курика | Клімат Курика | Клімат Курика | Клімат Курика | Клімат Курика | Клімат Курика | Клімат Курика | Клімат Курика | Клімат Курика | Клімат Курика | Клімат Курика | Клімат Курика |
| Показник                | Січ.          | Лют.          | Бер.          | Квіт.         | Трав.         | Черв.         | Лип.          | Серп.         | Вер.          | Жовт.         | Лист.         | Груд.         | Рік           |
| Середній максимум, °C   | 1,7           | 2,9           | 8,7           | 18,1          | 25            | 30            | 32,6          | 31,7          | 25,9          | 17,2          | 10,1          | 4,4           | 17,4          |
| Середня температура, °C | −1            | −0,8          | 4,3           | 12,1          | 18,8          | 23,6          | 26,5          | 25,5          | 20,3          | 12,8          | 6,9           | 2,6           | 12,6          |
| Середній мінімум, °C    | −5,7          | −5,5          | −0,5          | 6,6           | 12,9          | 17,6          | 20,4          | 19,3          | 13,9          | 6,9           | 1,9           | −2,4          | 7,1           |
| Норма опадів, мм        | 7.7           | 8             | 12.1          | 12.3          | 10            | 6.1           | 5.9           | 4.1           | 9.5           | 9.8           | 14            | 12.4          | 111.9         |
| Днів з опадами          | 6,2           | 5,5           | 5,7           | 4,8           | 4,1           | 3,4           | 2,7           | 2,5           | 3,2           | 5             | 5,5           | 6,8           | 55,4          |
| Вологість повітря, %    | 81.3          | 78.7          | 72.4          | 62            | 56.2          | 54.9          | 53.9          | 51.4          | 55.2          | 64.2          | 72.1          | 76.3          | 64.9          |
| ----------------------- | ------------- | ------------- | ------------- | ------------- | ------------- | ------------- | ------------- | ------------- | ------------- | ------------- | ------------- | ------------- | ------------- |
| Джерело: Weatherbase    |               |               |               |               |               |               |               |               |               |               |               |               |               |